# Мілево-Табули
Мілево-Табули (пол. Milewo-Tabuły) — село в Польщі, у гміні Красне Пшасниського повіту Мазовецького воєводства.
Населення — 37 осіб (2011).
У 1975-1998 роках село належало до Цехановського воєводства.

## Демографія
Демографічна структура станом на 31 березня 2011 року:
|          | Загалом | Допрацездатний вік | Працездатний вік | Постпрацездатний вік |
| -------- | ------- | ------------------ | ---------------- | -------------------- |
| Чоловіки | 21      | 8                  | 13               | 0                    |
| Жінки    | 16      | 4                  | 10               | 2                    |
| Разом    | 37      | 12                 | 23               | 2                    |